# 기오르기 아사니제
기오르기 레오니디스 제 아사니제(조지아어: გიორგი ლეონიდის ძე ასანიძე, 1975년 8월 30일~)는 조지아의 역도 선수, 지도자이다. 2000년 하계 올림픽에서 남자 라이트헤비급 동메달을 획득했고 2004년 하계 올림픽에서 남자 라이트헤비급 금메달을 획득했다.